# Aldealabad (Padiernos)
Aldealabad es un pequeño núcleo de población del municipio de Padiernos, provincia de Ávila, Castilla y León, España.
En 2010 su población era de 25 habitantes, de los cuales 12 eran varones y 13 mujeres. Actualmente ya alcanza los 30 habitantes. Está muy cerca de Padiernos, a menos de 1 kilómetro y 14 kilómetros de Ávila. Su altitud es de 1097 metros sobre el nivel del mar.
| Gráfica de evolución demográfica de Aldealabad entre 1900 y 2023                         |
|                                                                                          |
| Fuente: Instituto Nacional de Estadística de España - Elaboración gráfica por Wikipedia. |